# Veratrum lobelianum
Veratrum lobelianum Bernh. è una pianta appartenente alla famiglia delle Melanthiaceae.

## Descrizione
Pianta perenne, alta 5-12 dm; fusto eretto; pubescente cilindrico; foglie alterne, pubescenti di sotto, con nervature in risalto, parallele: foglie basali largamente ellittiche, appuntite, le cauline progressivamente lanceolate; pannocchia ramosa e allungata; fiori (diametro 1,5 cm) peduncolati, con tepali giallo-verdastri, ellittico-spatolati, con nervature parallele.
Fiorisce da giugno ad agosto

## Distribuzione e habitat
Poco comune, si trova principalmente nelle radure e nei pascoli umidi ricchi di nitrati da 800 a 2000 m.

## Proprietà
La pianta contiene alcaloidi velenosi: quando essa non è fiorita, può essere confusa con la Gentiana lutea, dalla quale si distingue perché, nella Gentiana, le foglie sono opposte e non pubescenti.